# Milton (futebolista)
Milton Luiz de Souza Filho (Rio de Janeiro, 11 de novembro de 1961) é um ex-futebolista brasileiro que atuava como meia.

## Carreira
Nas categorias de base atuou por Flamengo, Olaria e Bangu. Iniciou sua carreira profissional no Serrano em 1983, único clube em que jogou no Rio de Janeiro, sua cidade natal.
Em 1985, se transferiu para o Nacional-SP para disputar a Segundona daquele Estado e lá ficou até 1986.
Disputou o Campeonato Paranaense da Primeira Divisão de 1987 pelo Apucarana Atlético Clube.
Devido ao seu destaque, se transferiu para o Coritiba. No Campeonato Brasileiro de 1987, venceu a Bola de Prata. Permaneceu por duas temporadas e foi sua última equipe no Brasil.
Em 1988, foi para a Itália onde jogou pelo Como, mas fez a maior parte da sua carreira na Suíça, onde atuou pelo FC Chiasso, FC Zürich, St. Gallen e FC Sion.[carece de fontes?]
Pela Seleção Brasileira sua única aparição foi nos Jogos Olímpicos de 1988, em Seul, onde integrou a equipe que conquistou a medalha de prata.